# Домініка Сикорова
Домініка Сикорова (словац. Dominika Sýkorová; нар. 26 жовтня 1988, Чехословаччина) — словацька футболістка, півзахисниця. Виступала за національну збірну Словаччини.

## Клубна кар'єра
Сікорова розпочала кар'єру в спортивній школі «Бернолакова» в Кошицях. Напередодні старту сезону 2008/09 років підписала перший професіональний контракт з «Жирафою» (Жиліна).
4 серпня 2012 року перейшла з клубу словацького першого дивізіону «Жирафа» (Жиліна) до чемпіона Польщі «Унії» (Ратибор), де грає зі своїми співвітчизницями Катаріною Іштоковою та Іваною Бойдовою. Через рік вона покинула Ратибор у серпні 2013 року і перейшла до суперника по чемпіонату «Мітех» (Живець).

## Кар'єра в збірній
Виступала за жіночу молодіжну збірну Словаччини (WU-19), у футболці якої провела 4 поєдинки. З 2012 року викликається до національної збірної Словаччини. У футболці національної збірної дебютувала 5 квітня 2012 року в поєдинку проти Фінляндії.